# إدوارد مودريك
إدوارد مودريك (بالروسية: Эдуард Николаевич Мудрик) (مواليد 18 يوليو 1939 - 27 مارس 2017)، لاعب كرة قدم سوفييتي سابق.
لعب مع منتخب الاتحاد السوفييتي لكرة القدم.

## مسيرته الكروية
لعب إدوارد مودريك خلال مسيرته الاحترافية مع نادِ واحدٍ في اثنا عشر موسمًا وسجل خلالها 3 أهداف ضمن 172 مباراة. حيث فاز في موسم واحد بالكأس وفي ثلاثة مواسم بالدوري.
خاض إدوارد مودريك مسيرته مع نادي دينامو موسكو في موسم 1957 ليلعب معه اثنا عشر موسمًا، مشاركًا في 172 مباراة سجل خلالها 3 أهداف.

## روابط خارجية
- إدوارد مودريك على موقع قاعدة بيانات كرة القدم.إي يو (الإنجليزية)
- إدوارد مودريك على موقع ناشيونال فوتبول تيمز (الإنجليزية)
- إدوارد مودريك على موقع عالم كرة القدم.نت (الإنجليزية)